# Furos de Breves (tiểu vùng)
Furos de Breves là một tiểu vùng thuộc bang Pará, Brasil. Tiều vùng này có diện tích 30094 km², dân số năm 2007 là 165874 người.